# Jason Bajada
Pour les articles homonymes, voir Bajada.
Jason Bajada est un auteur-compositeur-interprète québécois natif de Montréal. Il est produit par le label musical MapleMusic Recordings (en).

## Discographie
- 2005 : Puer Dolor
- 2006 : Up Go the Arms
- 2009 : Loveshit
- 2011 : The Sound Your Life Makes CAN No. 57[2]
- 2013 : Le résultat de mes bêtises
- 2016 : Volcano
- 2017: Loveshit II (Blonde & the backstabberz)[3]
- 2022: Crushed Grapes